# کوه میان ما
«کوه میان ما» (انگلیسی: The Mountain Between Us) یک کتاب در ژانر کتاب‌های سانحه‌ای و عاشقانه از چارلز مارتین نویسنده آمریکایی است که در سال ۲۰۱۱ منتشر گردیده‌است. ماجرای داستان کتاب در رابطه با پزشکی به نام دکتر بن پاین و نویسنده‌ای موسوم به اشلی ناکس است که به دلیل سانحه سقوط هواپیما، در ارتفاعات کوهستان یونیتاس گرفتار شده و برای بقا و زنده ماندن تلاش می‌نمایند.
کتاب کوه میان ما در تاریخ ۲۸ ژوئن ۲۰۱۱ و توسط انتشارات برادوی بوکز منتشر گردید و در تاریخ ۶ اکتبر ۲۰۱۷ میلادی نیز، فیلمی بر پایه ماجراهای این کتاب، با بازی ادریس البا و کیت وینسلت ساخته شد.

## ترجمه فارسی
این کتاب در ایران با همین عنوان توسط نشر کتاب کوله‌پشتی و با ترجمه زهرا امین‌کار منتشر گردید.